# Djougou
Djougou en langue Dendi (Zʊgʊ) et en langue Yom (márɣʊ) est une commune et une ville du Nord-Ouest du Bénin, préfecture du département de la Donga. Elle se situe à une quarantaine de kilomètres de la frontière togolaise, aux portes du massif de l'Atacora. Djougou est, par sa population, la première ville du Nord Bénin et la troisième du Bénin devant Porto-Novo, la capitale.

## Géographie
Djougou est situé au nord du pays à environ 380 km de Cotonou, la capitale économique du Bénin. Djougou est délimitée par la commune de Copargo au Nord, à l'est par  la commune de Tchaourou, à l'ouest par la commune de  Ouaké et au Sud par la commune de Bassila. Elle se trouve à 421 m d'altitude avec un climat de savane et un hiver sec. La superficie totale du territoire de la ville de Djougou est 3 966 km2.
Les douze arrondissements de la commune de Djougou sont : Barei, Bariénou, Bougou, Bélléfoungou, Djougou I, Djougou II, Djougou III, Kolokondé, Onklou, Patargo, Pélébina et Sérou.

## Histoire
A l’origine la localité était une forêt. Selon certaines sources, Djougou est la déformation par le colonisateur français de l’expression dendi « zougou-zougou » qui signifie littéralement<< tréfonds de la forêt>>. Le royaume de Djougou a été fondé par Tambassana Djarra au 15ième siècle plus précisément vers 1480. Ce dernier est venu du Mali. Il a été remplacé par Abourdjina Djarra.
| Noms              | règne              |
| ----------------- | ------------------ |
| Bangba Nyora II   | 1800 - 1815        |
| Kpe Toni II       | 1815 - 18..        |
| Kurugu IV Atakora | 18.. - 18..        |
| Nyora III         | 18.. - 1880        |
| Kpe Toni III      | 1880 - 28 Jul 1899 |
| Baba Jimba        | 11 Aug 1899 - 1900 |
| Atakora           | 13 Feb 1900 - 19.. |
| Kpe Toni IV       | 19.. - 19..        |
| Kpe Toni V        | 19.. - 19..        |
| Kpe Toni VI       | 19.. - 19..        |

### Démographie
Lors du recensement de 2013 (RGPH-4), la commune comptait 267 812 habitants.Les langues les plus parlées à Djougou sont: le Yom qui représente 57 % de la population, le Dendi représentant 13 % de la population ,le Lokpa qui représente 10 % de la population, etc.

### Santé
Concernant la psychiatrie, l'Association Saint Camille de Lellis est présente à Djougou et y a un centre spécialisé en psychiatrie communautaire.

## Administration

### Liste des maires de Djougou
| Période                                  | Période | Identité | Étiquette | Qualité |
| ---------------------------------------- | ------- | -------- | --------- | ------- |
| Les données manquantes sont à compléter. |         |          |           |         |
|                                          |         |          |           |         |

-Malick Gomina, maire de djougou.

### Jumelages
- Évreux (France)

## Économie
Un contrat est signé en novembre 2015 avec la société française InnoVent pour la construction de la première centrale solaire photovoltaïque du pays, qui devrait être opérationnelle en août 2016 avec une capacité de 5 MW. En 2017, c'est le Millennium Challenge Account (MCA) qui se voit offrir 25 hectares pour construire une centrale solaire dans l'arrondissement de Soubroukou, pour une puissance de 10 MW.

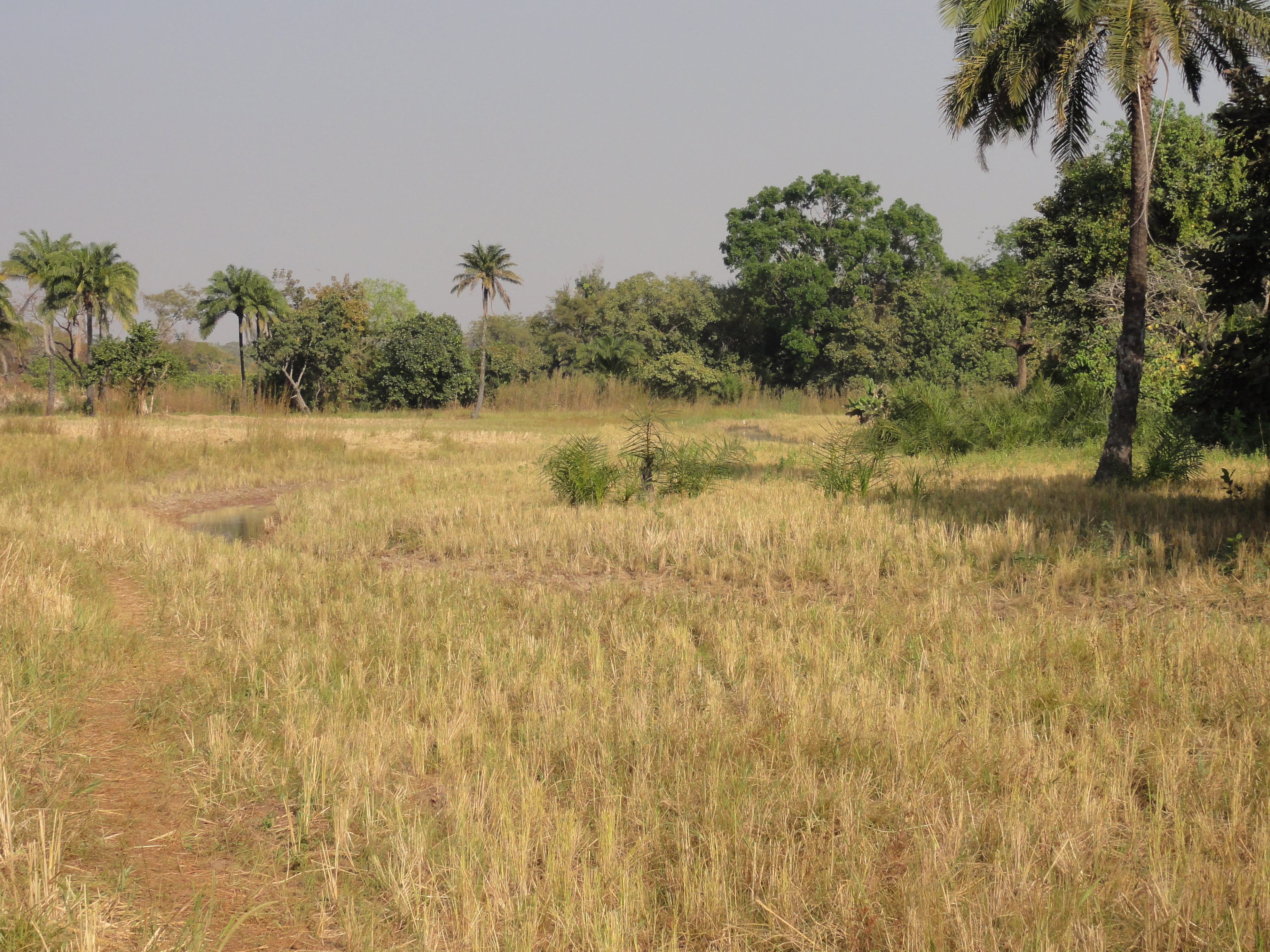
Riziculture au sud-ouest de Djougou
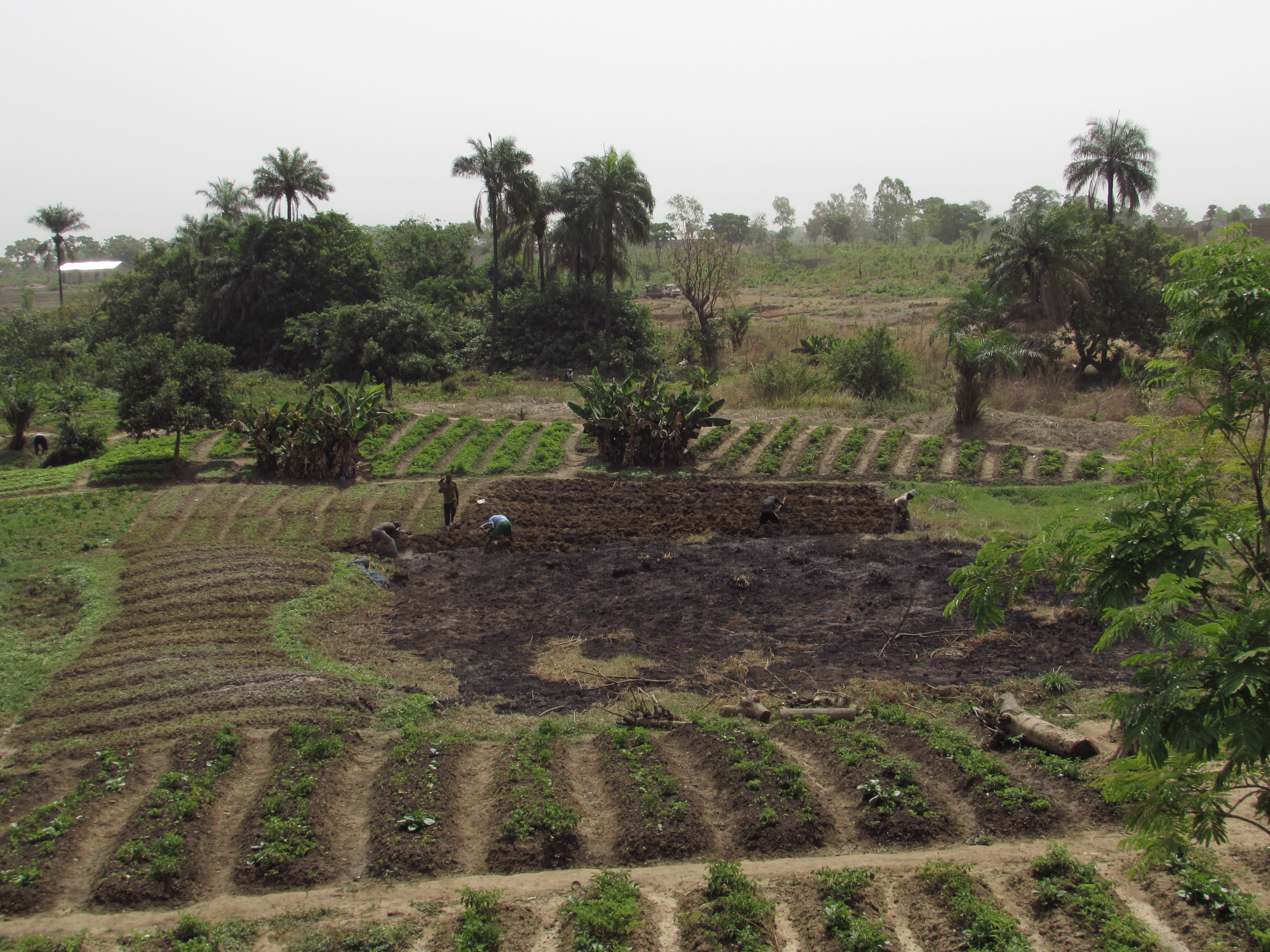
Système cultural à Djougou
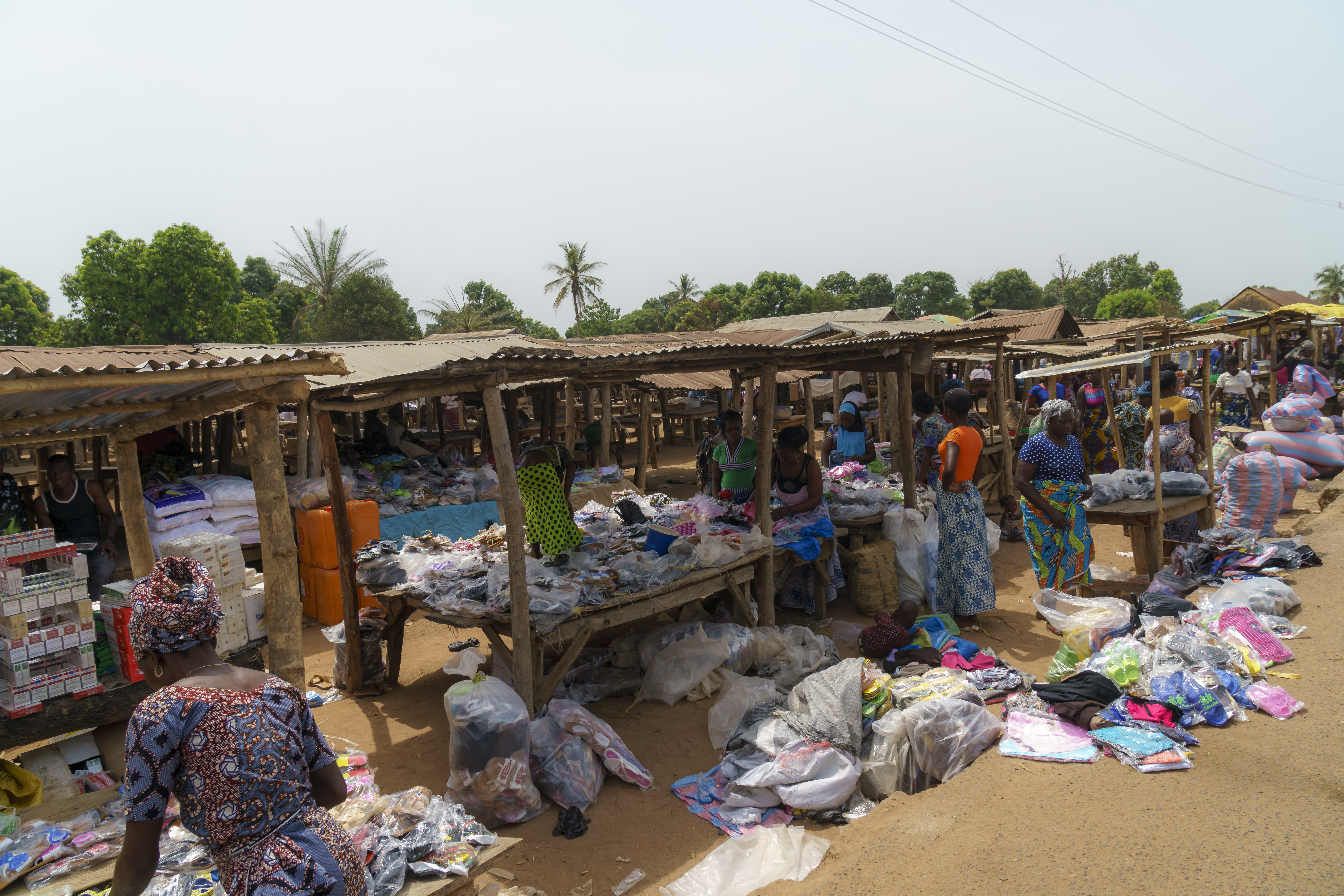
Animation d'un marché à Djougou

## Personnalités liées à la commune
- Issifou Idrissou Souler, homme politique, enseignant, premier delegue de la ville de Djougou, ambassadeur du benin en france, ne a Djougou
- Léon Boissier-Palun, homme politique sénégalais, né à Djougou en 1916
- Zakari Dramani-Issifou, écrivain et enseignant, né à Djougou en 1940
- Abdoulaye Bio Tchané, politique et économiste, né a Djougou
- Hortense Mayaba, écrivaine, née à Djougou en 1959
- Shadiya Alimatou Assouman, femme politique originaire de Djougou
- Tahirou Congacou, homme politique et ancien président, né à Djougou